# Tóth (székelyi)
Szekélyi Tóth es una familia noble y barón que tiene su origen en el siglo XVII.

## Origen
La familia es originaria del condado de Vas. En reconocimiento a sus méritos militares, György Tóth, originario de Körmend, recibió junto con su esposa Katalin Szabó y su hijo Péter el título de caballero con escudo de armas el 30 de diciembre de 1634. Uno de sus descendientes, János, era partidario de Bercsényi y se mudó al condado de Nyitra, donde fue capitán del castillo de Nyitra. El hijo de János, István, se instaló en Ivánká, pero además de éstas, la familia también tenía propiedades en los condados de Temes y Arad.

## En Francia
Un miembro importante de la familia fue András, que fue ayudante de campo del conde Simon Forgách desde finales de 1705 hasta finales de 1706, pero después de que Forgách desobedeciera las órdenes de Rákóczi, fue arrestado, pero Tóth permaneció leal al príncipe y lo siguió hasta emigración. Fue a Francia, donde se convirtió en mayor de los famosos húsares Bercsényi, y en 1747 se convirtió en general y recibió el título de barón francés. Murió en 1757 en Rodosto. Su hijo, el general Ferenc, era diplomático e ingeniero militar, luego se mudó a Hungría en 1793, recuperó la nobleza húngara perdida por su padre y se instaló en la finca Batthyányak en Tarcs, donde murió ese mismo año. 

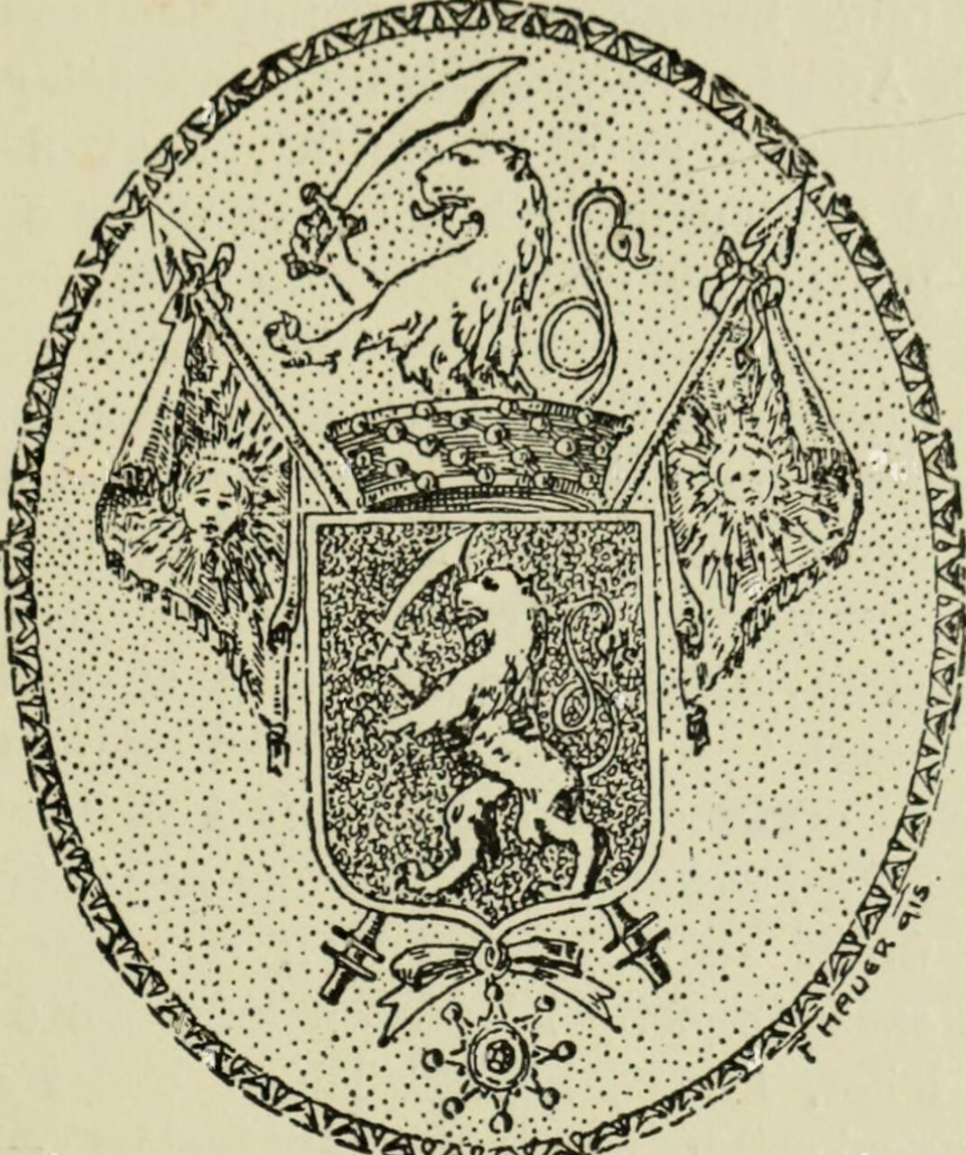
la segunda versión del escudo de armas, que también utilizan algunos miembros de la familia Takács de Deáki

## Fin
Károly Tóth, nacido en 1793, heredó parte del pueblo de Szécsány por voluntad de Anna Kászonyi Jánosné Thuróczy. También fue quien donó un terreno a Ivánká en 1828 para la construcción de la nueva escuela. Anna Kossovich tuvo un hijo, Vilmos, que fue consejero privado, luego ministro del Interior, más tarde presidente de la Oficina de Auditoría y luego presidente de la Cámara de los Comunes. En reconocimiento a sus méritos, incluso recibió la Gran Cruz de la Orden de Lipót. Debido a la temprana muerte de su único hijo, el diplomático Vilmos, probablemente murió la rama masculina de la familia.